# 坐A列車去吧
坐A列車去吧（日语：／ Ē ressha de ikō */?）是九州旅客鐵道（JR九州）主要運行在熊本站 - 三角站之间，途經鹿兒島本線和三角線的特急列車 。

## 概要
特急「坐A列車去吧」於2011年10月8日開始作為熊本市 - 天草群島路線中的觀光列車運營。列車於三角站接續來往鄰接的三角港，和下島的本渡港的「天草宝島線」定期渡輪。隨着本列車投入運營，其運行区間的熊本站 - 三角站間在2011年9月1日起被賦予「天草三角線」（あまくさみすみ線）的愛稱。同時三角站也配合進行了翻新工程。是1986年11月1日急行列車「火之山」（現在的特急列車「九州横断特急」的前身）直通運行至三角線結束後近30年來，三角線再次有優等列車運行，也是首次有特急列車運行。

### 列車名的由来
列車名的頭文字「A」是，「以南蛮文化来的天草為動機、演繹以歐洲的大人的旅程」為概念，并以大人 (Adult) 和天草 (Amakusa) 的首字母命名。

## 運行概況
主要在周末、長假期期間的每日，在熊本站 - 三角站之間運行3個往返班次。由於列車只有兩節車廂，因此和「九州横断特急」以及「隼人之風」一樣，沒有列車長進行乘務工作，而是由客室乗務員進行的一人控制方式。

### 停車站
熊本站 - 宇土站 - 三角站

### 使用車輛、編成
使用經過改造之2輛編成的Kiha 185系，屬熊本車輛中心。車輛設計由水戶岡銳治擔當。
車廂以「16世紀地理大发现時代的歐洲文化」和「美好過去的天草」為主題設計，主要配以黑色和金色雙色，營造出教堂的風格，設有酒吧台和彩繪玻璃。
1号車定員28人，2号車定員56人，共84人。全車為普通車指定席。1号車除了沙發長椅，還設有吧枱「A-TRAIN BAR」。2号車設有四組4人用的半卡位廂座。酒吧除了提供啤酒和高球酒外，還供應本列車限定的原創鸡尾酒等酒類。車内的背景音樂采用由向谷实編曲的爵士經典曲「Take the 'A' Train」。

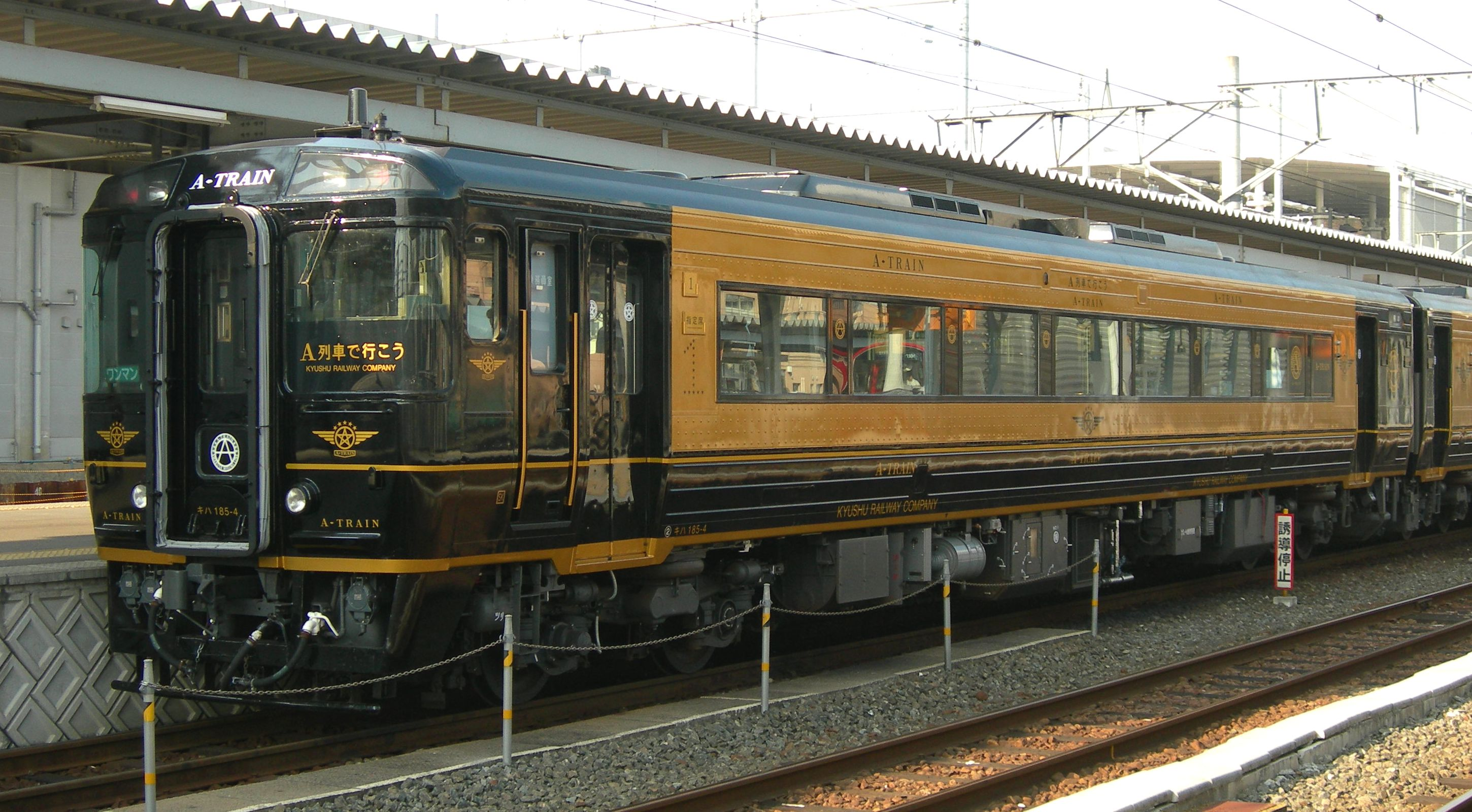
1号車 Kiha185-4
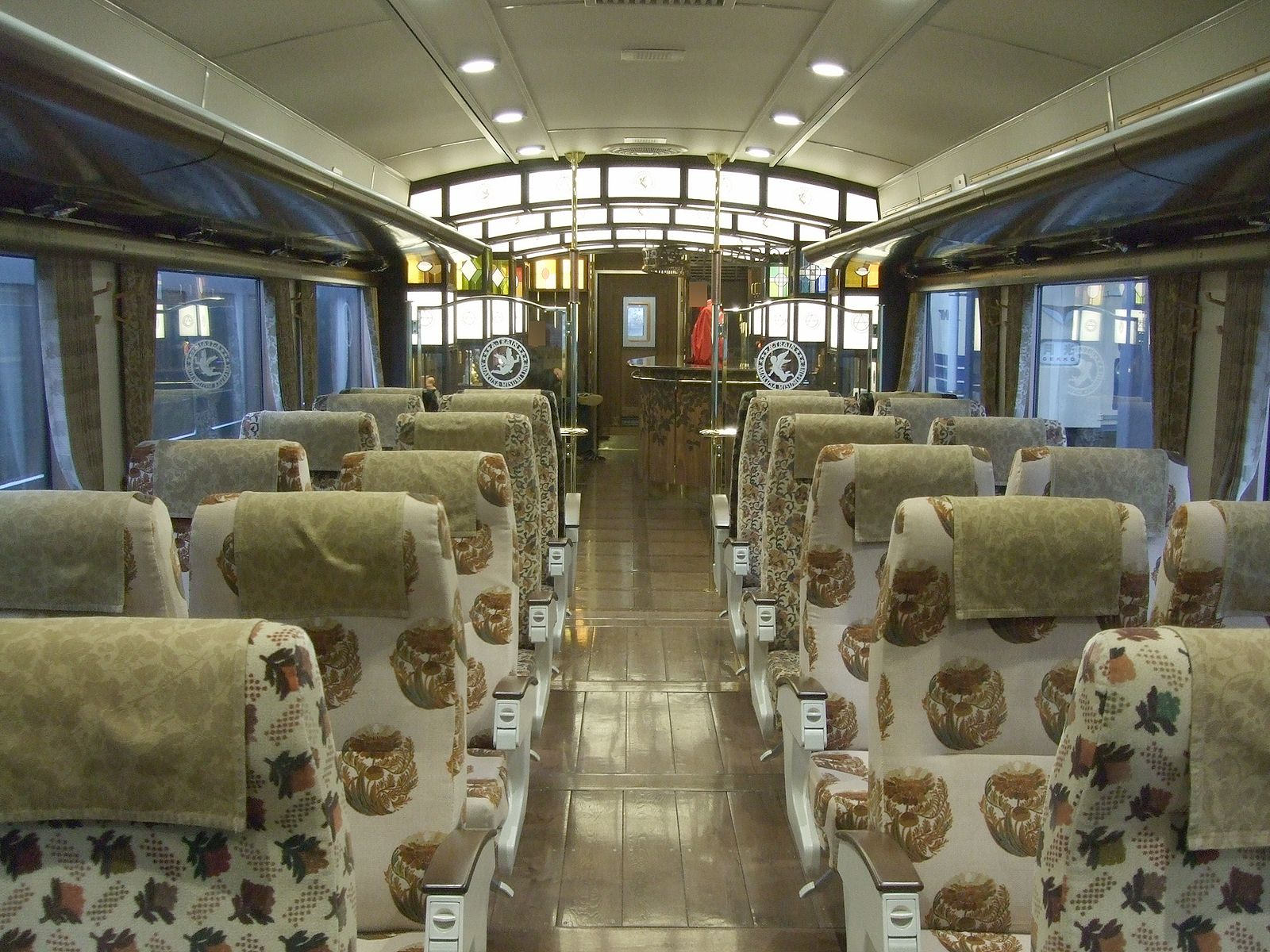
Kiha185-4車内
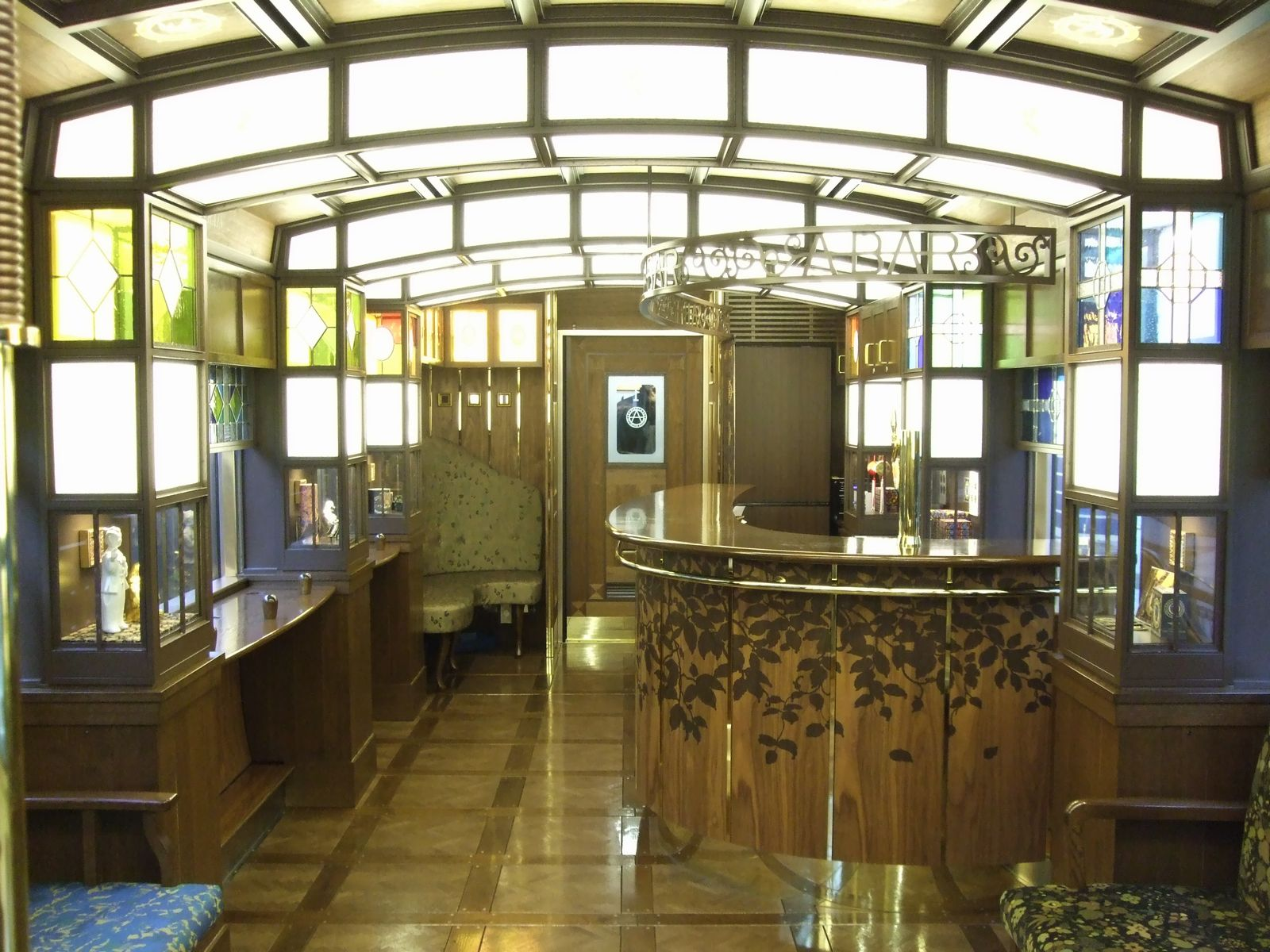
Kiha185-4 「A-TRAIN BAR」
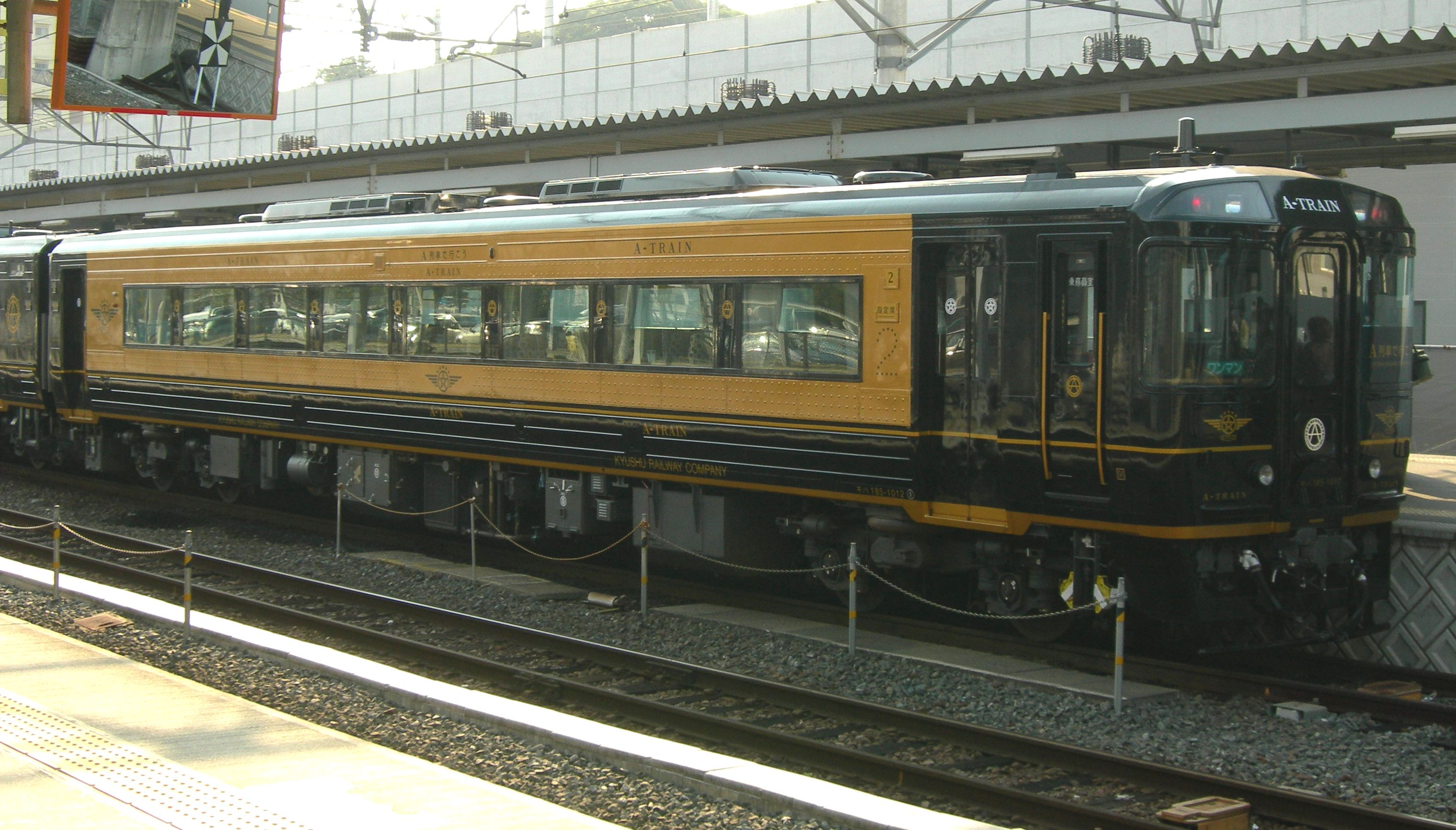
2号車 Kiha185-1012
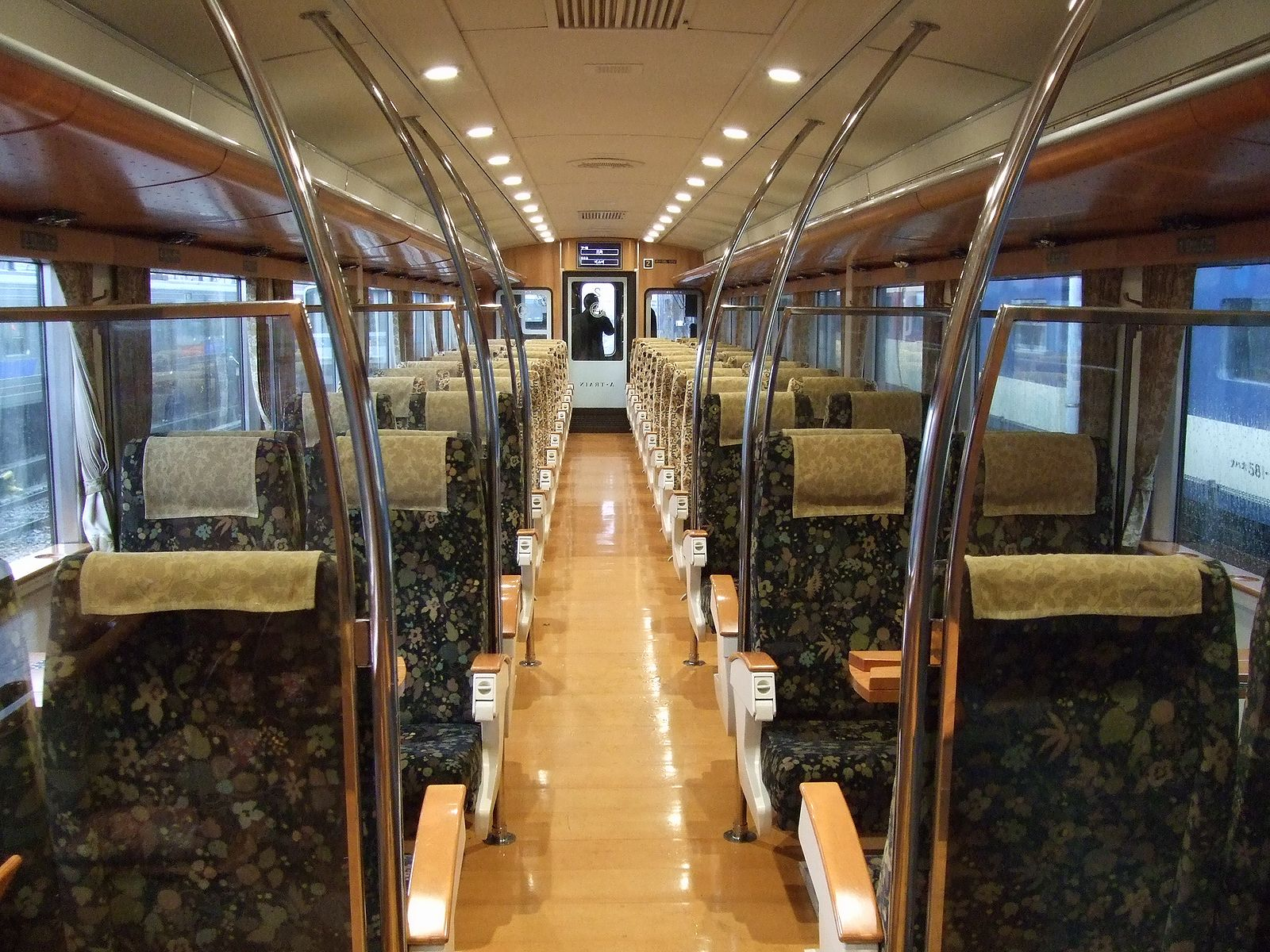
Kiha185-1012車内。相中前方為半卡位廂座

## 關連項目
- 三角線
- 日本列車愛稱列表

## 外部鏈結
- JR九州列車　「坐A列車去吧」（页面存档备份，存于） - 九州旅客鐵道